# Enicophlebia
Enicophlebia är ett släkte av bönsyrsor. Enicophlebia ingår i familjen Iridopterygidae.
Kladogram enligt Catalogue of Life:
| Enicophlebia | \| \| Enicophlebia hilara \| \| \| \| \| \| Enicophlebia pallida \| \| \| \| |
|              | \| \| Enicophlebia hilara \| \| \| \| \| \| Enicophlebia pallida \| \| \| \| |
|              | Enicophlebia hilara                                                          |
|              |                                                                              |
|              | Enicophlebia pallida                                                         |
|              |                                                                              |